# Evaz
Evaz (farsi اوز) è una città dello shahrestān di Larestan, circoscrizione di Evaz, nella provincia di Fars. Aveva, nel 2006, una popolazione di 14 315 abitanti. Ha un clima caldo secco che tocca i 46 °C d'estate e un livello medio di precipitazioni annuali di soli 75 mm.
Si trova 40 km a ovest di Lar e anche qui si parla la lingua lari.